# Hindaun
Hindaun oder Hindaun City (Hindi: हिण्डौन सिटी) ist eine nordindische Stadt mit etwa 110.000 Einwohnern im Distrikt Karauli im Osten Rajasthans.

## Lage
Hindaun liegt etwa 65 km (Fahrtstrecke) südwestlich von Bharatpur bzw. etwa 160 km östlich von Jaipur  am Ostrand des Aravalligebirges in einer Höhe von etwa 234 m ü. d. M. Das Klima ist eher trocken und warm; Regen fällt nahezu ausschließlich während der sommerlichen Monsunzeit.

## Bevölkerung
Offizielle Bevölkerungsstatistiken werden erst seit 1991 geführt und veröffentlicht.
| Jahr      | 1991   | 2001   | 2011    |
| Einwohner | 60.780 | 84.861 | 105.452 |

Die Hindi und Urdu sprechende Bevölkerung besteht zu etwa 80,5 % aus Hindus, zu 17,3 % aus Moslems und zu 1,8 % aus Jains; zahlenmäßig kleine Minderheiten bilden Christen, Sikhs, Buddhisten und andere. Wie bei Volkszählungen im Norden Indiens üblich, liegt der männliche Bevölkerungsanteil etwa 12 % höher als der weibliche.

## Wirtschaft
Traditionell ist die Grundlage des Lebens die in den Dörfern der Umgebung betriebene Landwirtschaft; auch der Abbau von rotem Sandstein gibt vielen Menschen Arbeit und Brot. In der Stadt haben sich Handwerker, Händler und Dienstleistungsunternehmen aller Art angesiedelt. Der Tourismus spielt nur eine untergeordnete Rolle.

## Geschichte
Hindauns Geschichte reicht weit zurück; einige glauben, dass der Ort in vedischer Zeit zum Matsya-Königreich gehörte. Später war er Bestandteil des Gupta-Reichs. Im Rahmen der islamischen Feldzüge Mahmud von Ghaznis im Nordwesten des indischen Subkontinents wurde die Stadt zu Beginn des 11. Jahrhunderts erobert. Später kam sie unter die Herrschaft des im Jahr 1206 gegründeten Sultanats von Delhi. Während der Mogul-Herrschaft gehörte sie zur Provinz Agra. Im 18. Jahrhundert kam Hindaun kurzzeitig unter die Herrschaft der Marathen und dann des Jat-Fürstentums von Bharatpur. Nach der Schlacht von Deeg (1804) übernahmen die Briten die Kontrolle über den Fürstenstaat, der 1949 in den Bundesstaat Rajasthan integriert und im Jahr 1956 aufgelöst wurde.

## Sehenswürdigkeiten

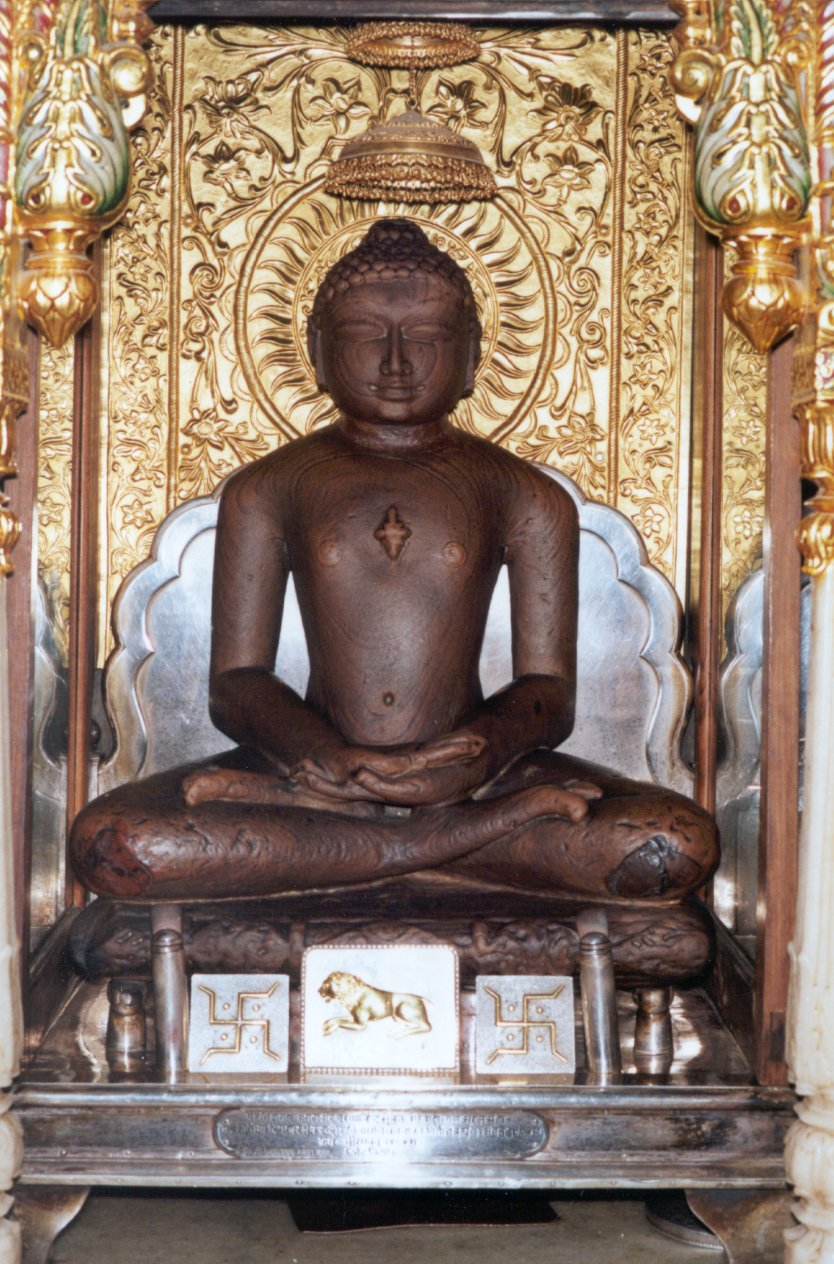
Mahavira-Statue

Trotz der möglicherweise langen Geschichte des Ortes verfügt Hindaun nicht über Sehenswürdigkeiten von großer kultureller oder historischer Bedeutung. Zahlreiche Hindu- und Jain-Tempel sowie kleinere Schreine untermalen jedoch die religiöse Bedeutung der Stadt.
- In der Vorstadt Hindaun Block befindet sich ein aus rotem Sandstein gefertigter Stufenbrunnen (baoli) mit zahlreichen zum Wasser hinunterführenden Treppen, die dem Bauwerk insgesamt ein prismenartiges Aussehen verleihen.

Umgebung
- Am Utangan River, ca. 20 km südwestlich der Stadt (26° 41′ 44″ N, 76° 54′ 53″ O), erhebt sich der vom 17. bis 20. Jahrhundert erbaute Shri Mahavir Ji Temple, der Mahavira, dem 24. und letzten Tirthankara der Glaubensgemeinschaft geweiht ist. Es ist eine wichtige Pilgerstätte für die Angehörigen des Jainismus, denn seine Entstehung geht auf die (angebliche) Wiederauffindung eines Kultbildes im 17. Jahrhundert zurück.
- Auf einem Sockel vor dem Tempel erhebt sich eine ca. 12 m hohe laternenartige Ehrensäule (manastambha) aus weißem Marmor.
- Nur wenige Meter vom Haupttempel entfernt befinden sich gesonderte Schreine für Shantinatha und Parshvanata.